# Misumenoides crassipes
Misumenoides crassipes là một loài nhện trong họ Thomisidae.
Loài này thuộc chi Misumenoides. Misumenoides crassipes được Eugen von Keyserling miêu tả năm 1880.